# Župnija Šenčur
Župnija Šenčur je rimskokatoliška teritorialna župnija Dekanije Šenčur Nadškofije Ljubljana. Župnijska cerkev v Šenčurju je posvečena sv. Juriju, mučencu.